# Brassaiopsis ficifolioides
Brassaiopsis ficifolioides là một loài thực vật có hoa trong Họ Cuồng cuồng. Loài này được J.Wen & Lowry mô tả khoa học đầu tiên năm 2006.